# Лехеон
Ле́хеон (греч. Λέχαιον) — малый город в Греции, у Коринфского залива, к западу от Коринфа. Административно относится к общине Коринф в периферийной единице Коринфия в периферии Пелопоннес. Население 2643 человек по переписи 2011 года. Площадь 4,233 км².

## История
Древний Коринф имел две гавани: Лехей и Кенхреи (ныне Кехрие), главная восточная гавань у залива Сароникос. По преданию, передаваемому Павсанием, гавани носили имена сыновей Посейдона и Пирены (др.-греч. Λέχης καὶ Κεγχρίας).
До 30 апреля 1925 года (ΦΕΚ 108Α) город назывался Колобоци (Κολομπότσι), затем переименован в Лехеон (Λέχαιον).

## Население
| Год  | Население, человек |
| ---- | ------------------ |
| 1991 | 2276               |
| 2001 | 3726               |
| 2011 | ↘ 2643             |